# Samuel Goldwyn Films
Samuel Goldwyn Films (formell: The Samuel Goldwyn Company und Samuel Goldwyn Entertainment) ist eine private Filmgesellschaft, gegründet von Samuel Goldwyn Jr., dem Sohn von Filmproduzent und Oscar-Preisträger Samuel Goldwyn.

## Hintergrund
Nachdem 1996 die The Samuel Goldwyn Company von der Orion Pictures Corporation und MGM erworben wurde, gründete Samuel Goldwyn Jr. Samuel Goldwyn Films als ein privates Produktions- oder Distributionsstudio.

## Filmografie (Auswahl)
- 2000: Blood – The Last Vampire
- 2001: Meine beste Freundin (Me Without You)
- 2001: Tortilla Soup – Die Würze des Lebens (Tortilla Soup)
- 2002: Cowboy Bebop: The Movie
- 2002: Ein Mann für geheime Stunden (The Man from Elysian Fields)
- 2003: Mambo Italiano
- 2003: Master & Commander – Bis ans Ende der Welt (Master and Commander: The Far Side of the World)
- 2004: What the Bleep do we (k)now!?
- 2004: Super Size Me
- 2005: Der Tintenfisch und der Wal (The Squid and the Whale)
- 2005: MirrorMask
- 2005: Blind Dating
- 2006: Facing the Giants
- 2006: Seraphim Falls
- 2006: Amazing Grace
- 2008: Fireproof – Gib deinen Partner nicht auf (Fireproof)
- 2008: The Merry Gentleman
- 2008: Management
- 2009: Brothers at War
- 2009: American Violet
- 2009: Cold Souls
- 2009: (Untitled)
- 2010: Maos letzter Tänzer (Mao’s Last Dancer)
- 2010: Harry Brown
- 2010: The Dead Sea
- 2010: Legendary – In jedem steckt ein Held (Legendary)
- 2010: Knucklehead
- 2010: Whistleblower – In gefährlicher Mission (The Whistleblower)
- 2010: Bloodworth
- 2011: Willkommen bei den Rileys (Welcome to the Rileys)
- 2011: The Chaperone
- 2011: That’s What I Am
- 2011: There Be Dragons
- 2011: Assassination Games
- 2011: Inside Out
- 2011: A Good Old Fashioned Orgy
- 2011: October Baby
- 2012: Upside Down
- 2012: Cowgirls 'n Angels
- 2012: The First Time – Dein erstes Mal vergisst du nie! (The First Time)
- 2013: Home Run
- 2013: Das erstaunliche Leben des Walter Mitty (The Secret Life of Walter Mitty)